# Carlo Azimonti (sindaco)
Carlo Felice Azimonti (Busto Arsizio, 9 marzo 1888 – Busto Arsizio, 22 marzo 1958) è stato un giornalista e sindacalista italiano. Militante socialista, per molto tempo fu sindaco della sua città natale.

## Biografia
Di umili origini (era di famiglia contadina), si avvicinò alla professione di giornalista e al pensiero socialista in seguito all'osservazione in prima persona delle condizioni operaie (cominciò appena undicenne a lavorare in fabbrica, e a 14 anni partecipò al suo primo sciopero).
Divenuto nel 1906 segretario della Lega Bustese Tintori e della Lega Arti Tessili, si adoperò per ottenere condizioni lavorative migliori (orario lavorativo ridotto a 10 ore giornaliere e aumento dello stipendio del 10%). In seguito al fallimento di queste iniziative diede l'autorizzazione ad uno sciopero che a luglio mobilitò ventimila persone, non solo a Busto Arsizio, ma anche a Milano e Monza. Questo sciopero, pur riuscendo nel suo intento, gli costò il posto di lavoro.
Successivamente, fu chiamato da Egidio Bernaroli, direttore della Cooperativa Operaia di Consumo e fondatore del settimanale locale di stampo socialista Il Lavoro, come aiuto contabile della Cooperativa.
Sulla base di questa esperienza, si dedicò poi alla fondazione di varie cooperative in Valle Olona, a partire da quella di Fagnano nel 1907; la sua opera, svoltasi tra il 1907 e il 1911, permise il rapido sviluppo del movimento socialista.
Nel 1909 gli venne affidato l'incarico di segretario della Camera del Lavoro di Busto Arsizio, e l'anno successivo si candidò per le elezioni comunali, ma non venne eletto per soli 3 voti. In questi anni collaborò inoltre alla redazione dell'Avanti!.
Nel 1911 intraprese un viaggio di propaganda tra i minatori italiani in Germania, Francia e Lussemburgo. Conclusa questa esperienza, nello stesso anno, si recò nel Basso Milanese per conto della Federazione Provinciale dei Lavoratori della Terra, e per tre anni si impegnò per rompere l'isolamento delle masse contadine, organizzando scioperi e promuovendo la fondazione di leghe e cooperative.
Nel 1912 entrò a far parte del Consiglio Nazionale della CGdL, sostenendo la linea riformista in opposizione alla corrente rivoluzionaria del PSI, guidata da Mussolini. Dopo lo scoppio della guerra, durante il dibattito prima dell'intervento italiano, fu un convinto neutralista.
Il 5 luglio 1914, a 26 anni, fu eletto sindaco di Busto Arsizio (divenendo il sindaco più giovane d'Italia); il primo cittadino assunse inoltre anche la carica di assessore del lavoro. Tra i primi provvedimenti, ci fu l'acquisto di Palazzo Gilardoni, l'ex ospedale, per farne la nuova sede del palazzo comunale. Lo scoppio della guerra, tuttavia, impedì di portare avanti il trasferimento, che avvenne solo nel 1922. L'Amministrazione approvò inoltre alcuni provvedimenti contro il carovita e istituì, presso l'Ufficio del Lavoro, un Segretariato del Popolo per la consulenza a lavoratori e disoccupati; si cercò anche di favorire lo sviluppo dell'agricoltura cittadina.
Nel 1915, nel giorno della Festa dal Lavoro, inaugurò il nuovo ospedale cittadino, i cui lavori erano iniziati diversi anni prima.
Con l'inizio della prima guerra mondiale, organizzò molti enti per risolvere pacificamente le situazioni di contesa e limitare i disagi per la popolazione civile: fra questi, degni di nota sono il Comitato di Assistenza Civile e l'Ente Autonomo dei Consumi. In occasione della sconfitta di Caporetto, pubblicò un appello, diffuso anche tra i soldati al fronte, in cui invitava la Nazione a resistere all'invasione nemica.
Nel 1918 fu colpito dalla Febbre Spagnola, ma si rimise nel giro di pochi giorni.
Dopo la fine della guerra, come avvenne in altri comuni socialisti della zona, invitò alcuni gruppi di bambini austriaci a trascorrere l'inverno in città o nella colonia comunale di Loano.
Rieletto nel 1920, nel 1922 fu cacciato dai fascisti che occuparono la residenza comunale e chiusero la Camera del Lavoro e la Cooperativa Operaia.
Tra il 1921 e il 1924, si dedicò ai lavori della CGdL; nel 1921 fu chiamato a far parte del Comitato Esecutivo della stessa, come segretario per l'industria e l'agricoltura. Partecipò inoltre a tutti i congressi sindacali internazionali e fece parte della delegazione inviata dalla federazione alla fondazione della Internazionale sindacale rossa.
Il 17 giugno 1924 presenziò a Busto Arsizio alle dichiarazioni che portarono all'arresto del basista del delitto Matteotti, Otto Thierschädl. Alla fine dello stesso anno fu tra i promotori dell’unificazione del movimento cooperativo in un Ente morale, di cui fu alla direzione insieme a Nullo Baldini, Mario Cingolani, Gaetano Postiglione, Vincenzo Giuffrida (presidente effettivo), Luigi Luzzatti (presidente onorario) ed altri.
Dal 1926, abbandonata ogni attività politica, si dedicò ai suoi studi di storia, lingua e cultura locale, scrivendo anche un'opera autobiografica.
Dopo lo scioglimento della CGdL, avvenuto il 4 gennaio 1927 con il sostegno di Rinaldo Rigola, Ludovico d'Aragona, Gino Baldesi e lo stesso Azimonti, collaborò alla nuova Associazione Nazionale Studi per i Problemi del Lavoro (ANS), diretta da Rigola, e, in particolare, alla corrispondente rivista Problemi del Lavoro. L'associazione, inizialmente tollerata dal regime per il suo parziale sostegno al corporativismo, venne sciolta nel 1941 per "attività politica contraria alle direttive del regime".

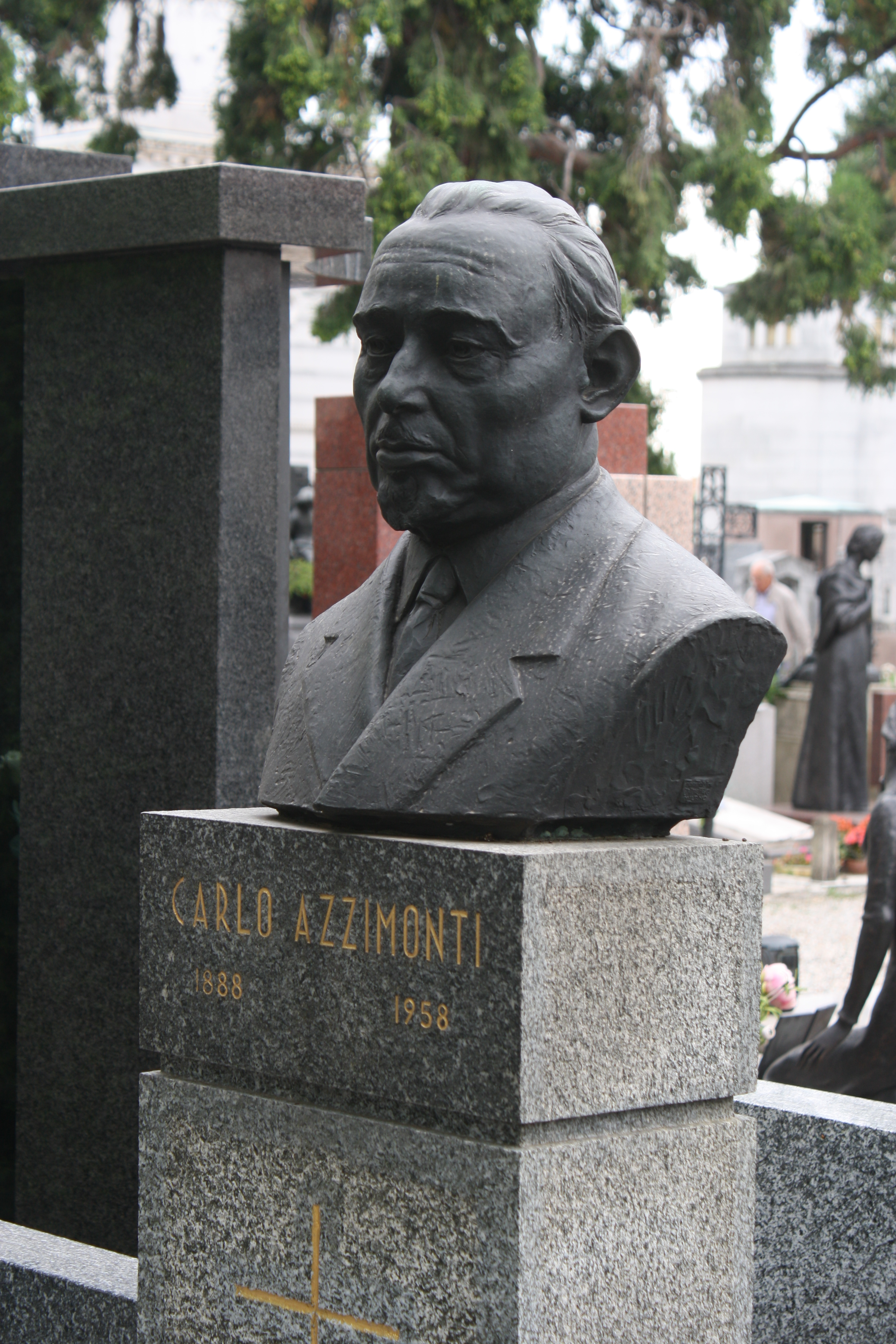
Busto di Carlo Azimonti sulla tomba di famiglia presso il Cimitero monumentale di Busto Arsizio

Nel 1935 fu trovato in possesso di alcune copie clandestine del Nuovo Avanti!, speditegli dagli esuli socialisti in Francia, che gli vennero sequestrate.
Nominato commissario prefettizio il 2 settembre 1943, fu rimosso dallo stesso prefetto appena due mesi e mezzo dopo, il 17 novembre. La carica gli fu restituita pochi mesi dopo, e, benché socialista, la mantenne fino al 25 aprile 1945. In questi anni, si occupò della costituzione di nuovi comitati di assistenza, di centri per la cura della maternità e dell'infanzia e di un comitato per l'approvvigionamento.

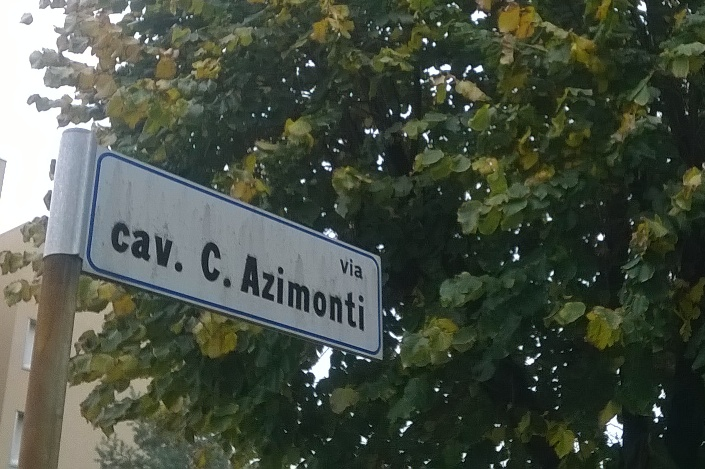
La via di Busto Arsizio dedicata ad Azimonti

Negli ultimi anni della sua vita, pur ritiratosi dalla vita politica, rimase una figura conosciuta e ammirata dalla cittadinanza, che lo soprannominò "Pà Carleou", papà Carlo. Nel 1957 fu nominato Cittadino Benemerito "come esempio alle presenti e future generazioni" e nel settembre dello stesso anno venne premiato, alla presenza del Ministro dell'Interno Tambroni, per i suoi meriti nel mondo del lavoro.

## Pubblicazioni
- Tormenti, 19..!, IT\ICCU\LO1\0617817
- L'ambiente operaio di Busto: per gli operai dell'Alto Milanese, Arti Grafiche Bustesi, 1909, IT\ICCU\LO1\0023163
- I circoli famigliari e le cooperative di consumo nella città e provincia di Milano agli effetti della organizzazione di resistenza, Tipografia degli Operai, 1913, IT\ICCU\LO1\0317767
- Adocchiando il mondo insanguinato, Pianezza e Ferrari, 1919, IT\ICCU\CUB\0061333
- L'importanza della cooperazione nel movimento proletario socialista, Volonterio, 1920, IT\ICCU\CUB\0061346
- La maison du peuple de Bruxelles, Pellegatta, 1920, IT\ICCU\MIL\0414427
- Il Comune: (per gli amministratori socialisti), Pianezza, 1920, IT\ICCU\LO1\0322602
- Tempi passati: un trentennio di vita sociale nella culla dell'industria tessile, Edizioni ANS-Problemi del Lavoro, 1931, IT\ICCU\CUB\0061349
- (a cura di C.A. e Enrico Crespi) Giornate Bustocche, Arti Grafiche Pianezza, 1937, IT\ICCU\LO1\0368469
- (a cura di C.A. e Enrico Crespi) Pagine Bustocche, Arti Grafiche Pianezza, 1938, IT\ICCU\LO1\0368472
- Ul velòciu dul Giandalèn, Arti Grafiche Pellegatta, 1939, IT\ICCU\LO1\0368499
- Linguaggio Bustocco, Collezione di vocaboli, Arti Grafiche Pellegatta, 1939, IT\ICCU\LO1\0368537
- Terra Bustocca, Arti Grafiche Pellegatta, 1941, IT\ICCU\LO1\0368482
- La mamma dei Bustocchi: ragguagli, Arti Grafiche Pellegatta, 1942, IT\ICCU\LO1\0368742
- Cucina Bustocca, Ed. Gazzetta, 1953, IT\ICCU\CUB\0061336
- Cinquant'anni di vita sociale. Vita vissuta, Arti Grafiche Bustesi, 1956, IT\ICCU\CUB\0061335
- Esempi e panzaniche in linguaggio bustocco : prosa brillante, Arti Grafiche Bustesi, 1957, IT\ICCU\LO1\0368736
- Dizionario Bustocco, Arti Grafiche Bustesi, 1957, IT\ICCU\MIL\0311618
- Campagna nostrana: Argine alla brughiera, Arti Grafiche Bustesi, 1957, IT\ICCU\CUB\0061334

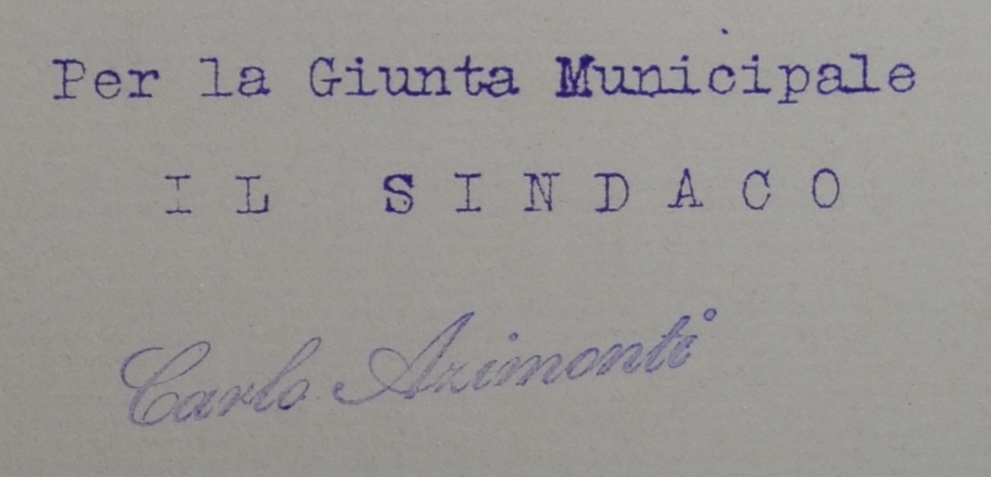
Timbro con il nome di Azimonti in un documento del 1914. Si noti la corretta scrittura del cognome, con una sola z